# Verlag Kultur und Fortschritt
Der Verlag Kultur und Fortschritt (KuFo) war ein Literaturverlag in der SBZ und der DDR. Er wurde am 1. November 1947 als Verlag der Gesellschaft zum Studium der Kultur der Sowjetunion gegründet, die ab 1949 Gesellschaft für Deutsch-Sowjetische Freundschaft (DSF) hieß.
Das Verlagsprogramm bestand zum großen Teil aus Übersetzungen sowjetischer Literatur sowie aus Reiseberichten, Bildbänden und Reportagen über die UdSSR, mit denen der Verlag zur Entwicklung der deutsch-sowjetischen kulturellen Beziehungen beitragen sollte. Daneben erschienen auch Autoren aus der DDR und anderen sozialistischen Ländern sowie Klassiker wie z. B. 1954 in der Kleinen Jugendreihe Wilhelm Raabes Die schwarze Galeere. Es wurden in der Kleinen Jugendreihe auch Werke von Karl May veröffentlicht, so 1958 In Abrahim Mamurs Gewalt.
Zudem erschienen folgende Zeitschriften im Verlag Kultur und Fortschritt:
- Die neue Gesellschaft (1947–1953)
- Friedenspost (1949–1953)
- Freundschaft in Aktion (1953–1962)
- Die Ernte (1953–1964)
- Sowjetwissenschaft/Gesellschaftswissenschaftliche Beiträge (1949–1989)
- Freie Welt (1954–1990, ab 1964 im Berliner Verlag)

Im Zuge der Entstalinisierung veränderte sich das Verlagsprogramm stark, besonders nach dem XX. Parteitag der KPdSU. Nun konnten auch kritische Texte von zuvor nicht verlegten Autoren wie Anna Achmatova, Daniil Granin, Konstantin Simonow oder Michail Soschtschenko erscheinen.
Ab 1965 nahm der Verlag an dem Gemeinschaftsprojekt mehrerer DDR-Verlage buchclub 65 teil, wie auch mit einigen Bänden sowjetischer Autoren an der „K-Reihe“.
Aufgrund eines Beschlusses des SED-Politbüros vom 6. August 1963 zur Profilierung des DDR-Verlagswesens wurde der Verlag schrittweise mit dem Verlag Volk und Welt vereinigt. Bis 1971 erschienen noch Bücher bei Kultur und Fortschritt. Danach wurde in einer Übergangszeit bis etwa 1977 unter der Verlagsbezeichnung „Verlag Volk und Welt/Kultur und Fortschritt“ veröffentlicht. In der Zeit seiner Existenz erschienen bei Kultur und Fortschritt Bücher mit einer Gesamtauflage von über 45 Millionen.